# British Aerospace Jetstream 41
British Aerospace Jetstream 41 je 30-sedežno turbopropelersko regionalno potniško letalo. Jetstream ima 10 sedežev več kot njegov predhodnik Jetstream 31, slednji sam izhaja iz letala Handley Page Jetstream. Jetstream 41 je bil zasnovan kot konkurent letalom Embraer Brasilia, Dornier 328 in Saab 340. Skupno so zgradili 100 letal.
Poganjata ga dva 1500 konjska (kasneje 1650) turbopropelerska motorja Allied Signal TPE331-14GR/HR (Garrett TPE331)

## Specifikacije (Jetstream 41)
Podatki iz Brassey's World Aircraft & Systems Directory 1996/97; Taylor 1996, pp. 260–261
Splošne karakteristike
- Posadka: 3 (2 Pilota + stevardes)
- Število sedežev: 30 potnikov
- Dolžina: 19,25 m (63 ft 2 in)
- Razpon kril: 18,42 m (60 ft 5 in)
- Višina: 5,74 m (18 ft 10 in)
- Površina kril: 32,4 m² (349 ft²)
- Aeroprofil: NACA 63A418 (koren), 63A412 (konec krila)
- Teža praznega letala: 6416 kg (14144 lb)
- Maks. vzletna teža: 10886 kg (24000 lb)
- Pogon letala: 2 ×  turboprop Allied Signal TPE331-14GR/HR, 1250 kW (1650 KM)  vsak
- Premer propelerja: 2,9 m (9 ft 6 in)

 Zmogljivost 
- Maks. hitrost: 546 km/h (295 vozlov, 340 mph)
- Potovalna hitrost: 482 km/h (260 vozlov, 299 mph)
- Doseg: 1433 km (774 nm, 891 milj)
- Višina leta: 7925 m (26000 ft)
- Hitrost vzpenjanja: 11,2 m/s (2200 ft/min)
- Obremenitev kril: 336 kg/m² (68,8 lb/ft²)
- Razmerje moč/teža: 230 W/kg (0,138 KM/lb)